# اچ‌ام‌اس سنتور (۱۷۹۷)
اچ‌ام‌اس سنتور (۱۷۹۷) (به انگلیسی: HMS Centaur (1797)) یک کشتی بود که طول آن ۱۷۶ فوت (۵۴ متر) بود. این کشتی در سال ۱۷۹۷ ساخته شد.